# Commodore 1541

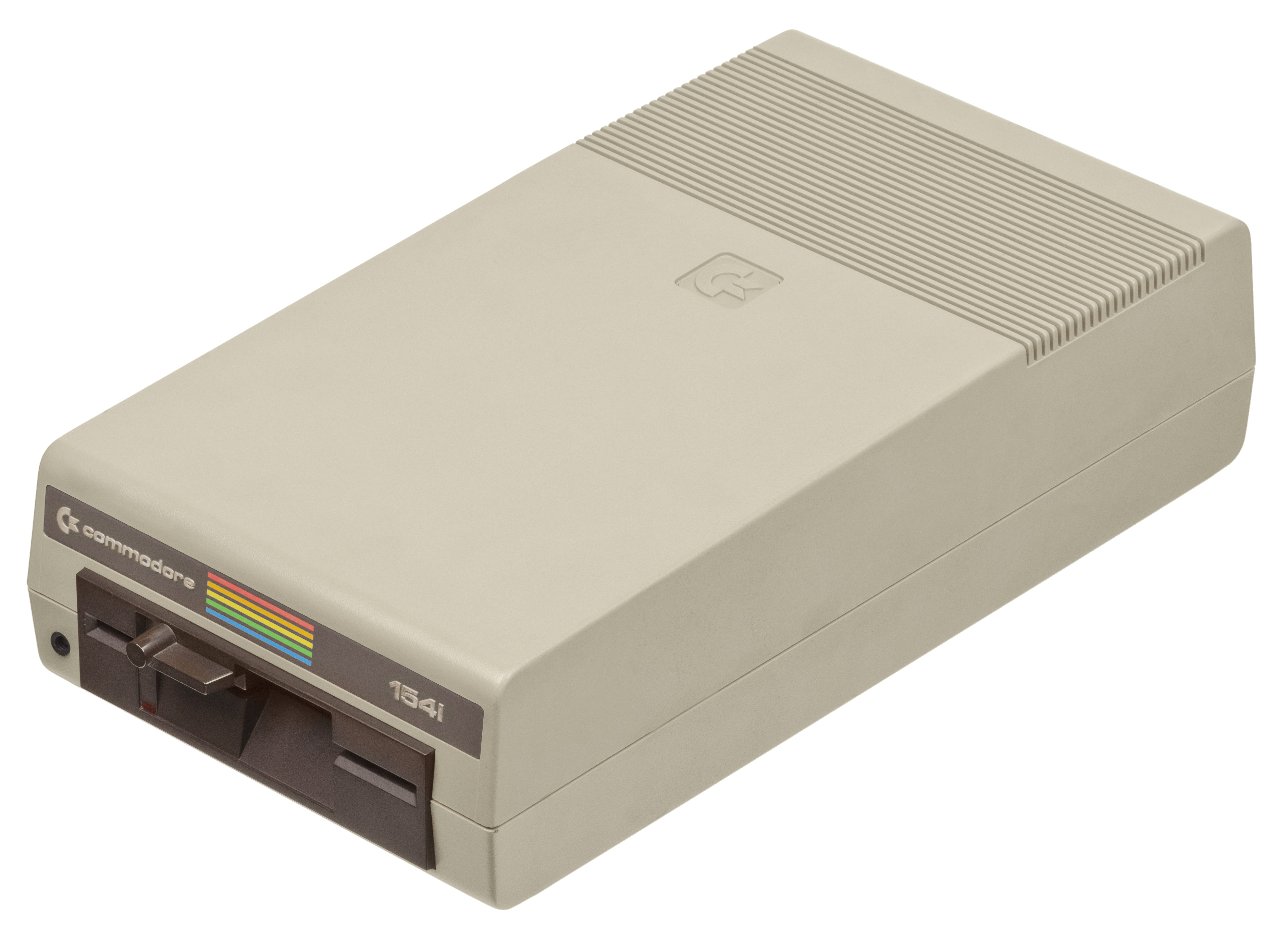
Vista frontal de la unidad de disquete Commodore 1541.

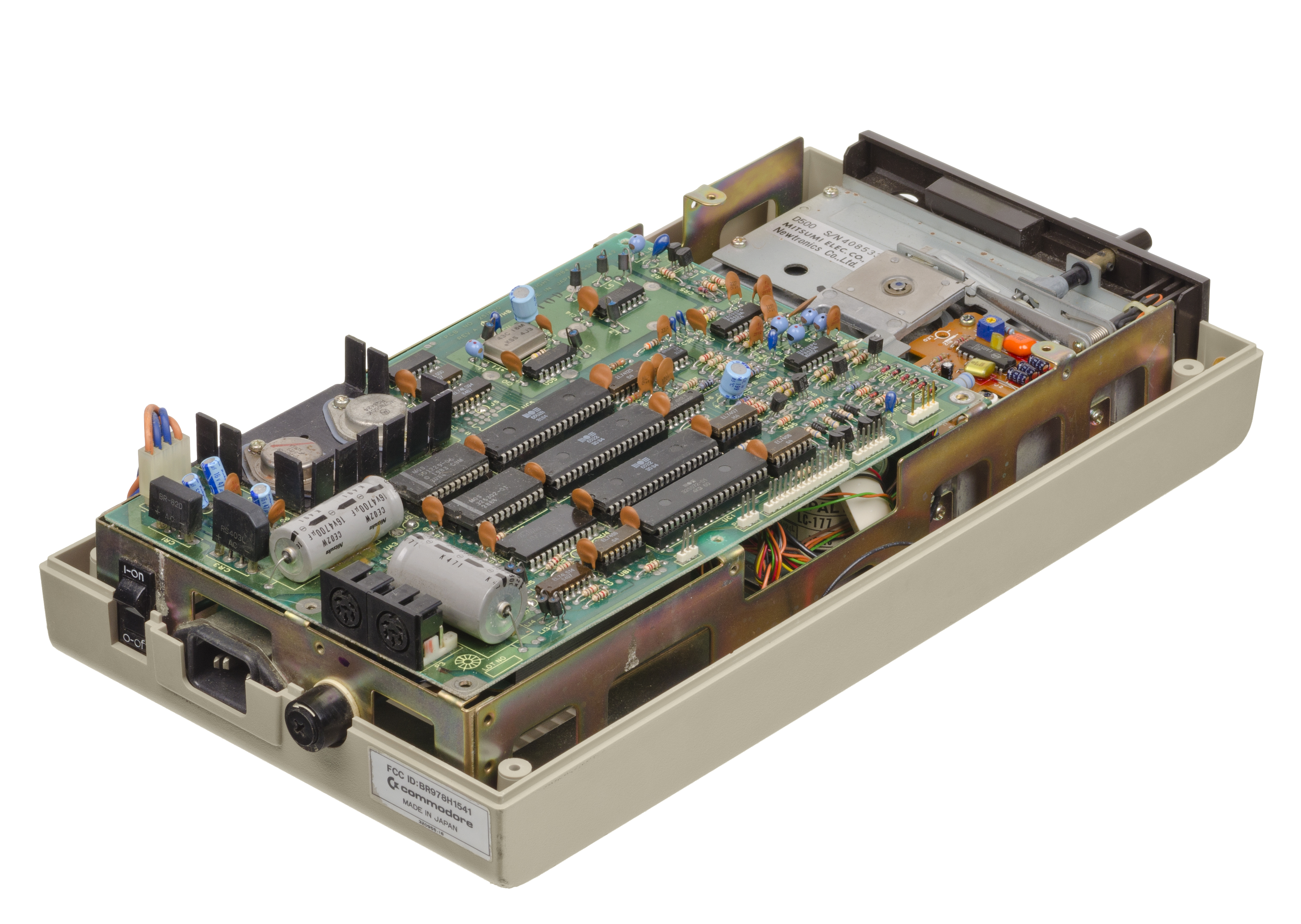
Vista trasera del Commodore 1541, con la cubierta superior removida.

El Commodore 1541 (también conocido como el CBM 1541 y VIC-1541) es una unidad de disquete fabricada por Commodore International para el Commodore 64, el computador doméstico más popular de Commodore. La bien conocida diskettera para el C64, la 1541 es una unidad de 5¼ pulgadas, simple lado y 170 kilobyte de capacidad. La 1541 es la sucesora de la Commodore 1540, creada para el VIC-20.
La unidad usa group coded recording (GCR, grabación codificada en grupo) y contiene un microprocesador MOS Technology 6502, actuando como controlador de disco y procesador del sistema operativo de disco. El número de sectores por pista varía de 17 a 21 (una implementación temprana del Zone Bit Recording). La unidad tiene integrado un sistema operativo de disco, el CBM DOS 2.6.

## Historia

### Introducción
El 1541 tenía un precio de US$400 cuando fue introducido en el mercado. Una C64 con un 1541 costaba alrededor de $900, mientras que el Apple II sin unidad de disquetes costaba $1295. La primera unidad 1541 producida en 1982 estaba etiquetada en el frente como VIC-1541 y tenía una carcasa de color blanquecina para que coincida con el VIC-20. En 1983, el 1541 cambió al familiar color beige, y la etiqueta del frente pasó a ser simplemente "1541" junto al arcoíris para coincidir con el Commodore 64.
Para 1983 una 1541 se vendía por $300 o menos. Después de la brutal guerra de precios que comenzó Commodore, el C64 con una 1541 costaba menos de $500.[cita requerida] La unidad se volvió muy popular, y difícil de conseguir. La compañía informó que la escasez ocurrió debido a que el 90% de los compradores del C64 también compraban la unidad 1541, cuando esperan que dicho porcentaje sea del 30%, pero la prensa discutió lo que Creative Computing describió como "una tasa de retorno absolutamente alarmante" debido a defectos. La revista informó en marzo de 1984 que recibió tres unidades defectuosas en dos semanas, y la Compute!'s Gazette informó en diciembre de 1983 que cuatro de las siete unidades que recibieron habían fallado; "COMPUTE! Publications realmente necesitan 1541 adicionales para uso interno, pero no podemos encontrar ninguna para comprar. Después de varias llamadas telefónicas durante varios días, solo pudimos encontrar dos unidades en todo el territorio continental de los Estados Unidos", según informes, debido al intento de Commodore de resolver un problema de fabricación que causó los altos fallos.
Las primeras unidades (entre 1982 y 1983) tenían un mecanismo de eyección con resorte (unidades de Alps) y el disco a veces no salía. Este estilo de unidad fue conocida popularmente como "Unidad Tostadora", porque requería el uso de un cuchillo u otro objeto duro para extraer el disco como si fuera una tostada atascada en una tostadora. Esto se solucionó más tarde cuando Commodore cambió el proveedor del mecanismo de accionamiento (Mitsumi) y adoptó el mecanismo Newtronics con palanca giratoria, lo que mejoró enormemente la fiabilidad. Además, Commodore hizo que la placa controladora de la unidad fuera más pequeña y redujo su número de chips en comparación con las primeras 1541 (que tenía una gran PCB que se extendía a lo largo de la caja, con docenas de chips TTL). La funda beige Newtronics 1541 fue producida desde 1984 hasta 1986.

### Versiones y clones

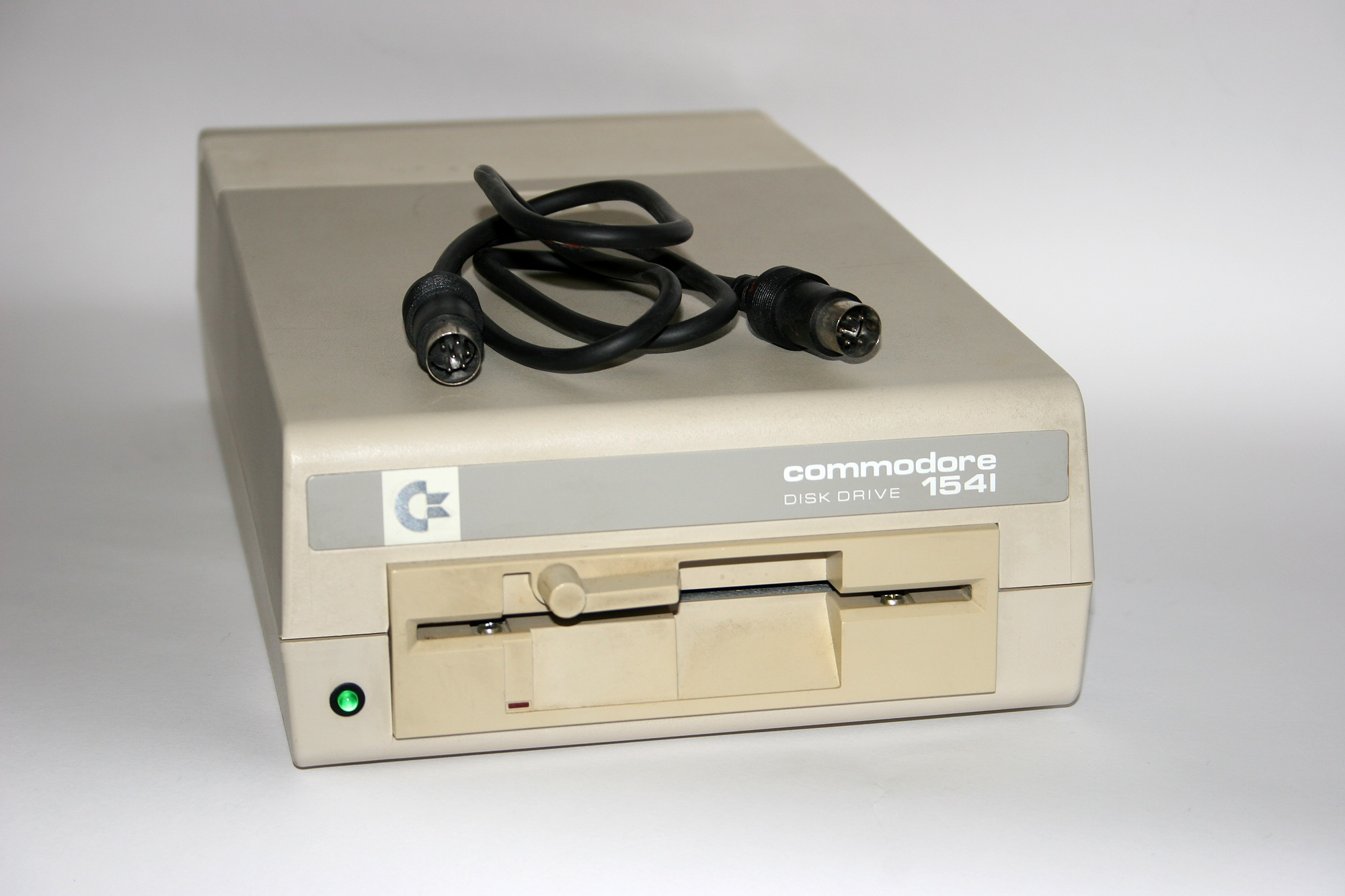
1541C, la primera actualización

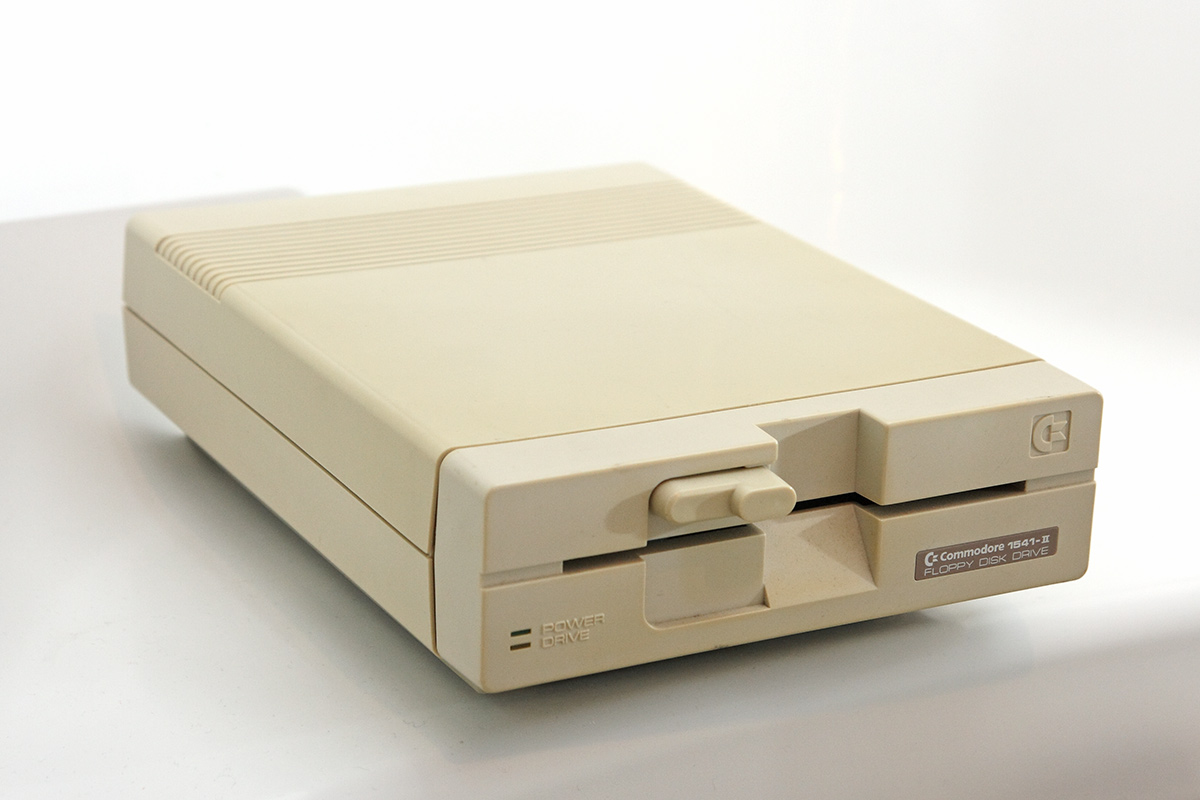
Commodore 1541-II, la segunda de las dos versiones actualizadas del CBM 1541. El 1541-II tiene el más moderno mecanismo de bloqueo de "mango pivotante".

Todos, excepto los primeros modelos 1541 no II, pueden usar el mecanismo Alps o Newtronics. Visualmente, los primeros modelos, de la denominación VIC-1541, tienen un color blanquecino como el VIC-20 y el VIC-1540. Luego, para que coincida con el aspecto del C64, CBM cambió el color de la unidad a marrón-beige y el nombre a Commodore 1541.
Las numerosas deficiencias de la 1541 abrieron un mercado para una serie de clones de terceros de esta unidad de discos, una situación que continuó durante toda la vida útil del C64. Los clones más conocidos son el Oceanic OC-118, conocido como Excelerator +, las unidades simples y dobles del MSD Super Disk, el Enhancer 2000, el Indus GT y los FD-2000 y FD-4000 de CMD. Sin embargo, el 1541 se convirtió en la primera unidad de disco en ver el uso generalizado en el hogar y Commodore vendió millones de unidades.
En 1986, Commodore lanzó el 1541C, una versión revisada que ofrecía un funcionamiento más silencioso y un poco más fiable y un estuche de color beige claro que combinaba con el esquema de colores del Commodore 64C. Fue reemplazado en 1988 por el 1541-II, que utiliza una fuente de alimentación externa para proporcionar un funcionamiento más frío y permite que la unidad tenga una huella de escritorio más pequeña (el "ladrillo" de la fuente de alimentación se coloca en otro lugar, generalmente en el suelo). Las revisiones posteriores de la ROM solucionaron varios problemas, incluido un error de software que provocaba que el comando de guardar y reemplazar corrompiera los datos.

### Sucesores
La Commodore 1570 es una actualización del 1541 para usar con el Commodore 128, disponible en Europa. Ofrece capacidad MFM para poder trabajar con los discos de CP/M, velocidad mejorada y un funcionamiento más silencioso, pero solo se fabricó hasta que Commodore puso en marcha sus líneas de producción con el 1571, la unidad de doble cara. Finalmente, se hizo la pequeña unidad Commodore 1581 de 3½", con una fuente de alimentación externa, basada en MFM, que dio acceso a 800 KB al C128 y al C64.

## Diseño

### Hardware
El 1541 no tiene interruptores DIP para cambiar el número de unidad. Si el usuario agrega más de una unidad al sistema, debe abrir la carcasa y cortar una pista en la placa del circuito impreso, cambiando de esa forma el número de unidad en forma permanente, o agregar a mano un interruptor externo para hacer el cambio. También es posible cambiar el número de unidad por medio de un comando de software, pero esto es temporal y se pierde al apagar la unidad.
Las unidades 1541 siempre tienen el N.º 8 por defecto al iniciarse. Si se usan varias unidades encadenadas, entonces el procedimiento es encender la primera unidad de la cadena, alterar su número de dispositivo mediante un comando de software al número más alto en la cadena (si se usan tres unidades, entonces la primera unidad en la cadena se establecería en el dispositivo N.º 10), luego enciende la siguiente unidad, se modifica su número de dispositivo al siguiente valor más bajo y se repite el procedimiento hasta que la última unidad al final de la cadena se haya encendido y dejado como dispositivo N.º 8.
A diferencia del Apple II, donde el soporte para dos unidades era normal, era relativamente poco común que el software de Commodore fuera compatible con esta configuración, y el comando para copiar archivos del CBM DOS ni siquiera podía copiar archivos entre las unidades; en su lugar debía usarse una utilidad de copia de terceros.
Las 1541 pre-II también tienen una fuente de energía interna, que genera mucho calor. La generación de calor era causa constante de bromas. Por ejemplo, Compute! declaró en 1988 que el "Commodore 64 solía ser un favorito entre los cocineros aficionados y profesionales, ya que podían calcular y cocinar sobre sus unidades de disco de la serie 1500 al mismo tiempo". Una serie de consejos cómicos en MikroBitti en 1989 decía "Cuando se programa tarde, el café y el kebab se mantienen agradablemente calientes en la parte superior del 1541". El análisis de MikroBitti del 1541-II dijo que su fuente de energía externa "debería terminar con las bromas sobre las tostadoras".
En las unidades de los primeros años de producción era muy fácil que se desalineen el mecanismo del cabezal de lectura/escritura. La causa más común de los golpes en el cabezal de la unidad 1541 y la subsiguiente falta de alineación son los sistemas de protección contra copia en el software comercial. Esto se debe a que la unidad de disco en sí misma no tiene ningún mecanismo para detectar cuando el cabezal alcanzó la pista cero. En consecuencia, cuando un disco no está formateado o se produce un error de disco, la unidad intenta mover la cabeza 40 veces en la dirección de la pista cero (aunque el DOS del 1541 solo usa 35 pistas, el mecanismo de la unidad es de 40 pistas, de esta forma se asegura que se alcanzara la pista cero sin importar dónde estaba el cabezal antes). Una vez que se alcanza la pista cero, cualquier intento adicional de mover la cabeza en esa dirección causaría que se golpee contra una el tope de recorrido: por ejemplo, si la cabeza estaba en la pista 18 (donde se encuentra el directorio) antes de este procedimiento, la cabeza en realidad se moverá 18 pasos, y luego se estrellará contra el tope 22 veces. Esta embestida produce el ruido característico de "ametralladora" y, tarde o temprano, desalinea el cabezal.
La desalineación del cabezal causó muchos de los problemas de fiabilidad en las primeras unidades 1541; un comerciante le dijo a Compute!'s Gazette en 1983 que este componente había causado todas las fallas menos tres en varios cientos de unidades que había reparado. La unidad era tan poco confiable que la revista Info bromeó "a veces parece que una de las especificaciones del diseño original... debía haber dicho 'tiempo medio entre fallas: 10 accesos'". Los usuarios pueden re-alinear el cabezal por sí mismos con un programa y un disco de calibración. Lo que el usuario debe hacer es quitar la unidad de su carcasa, aflojar los tornillos del motor paso a paso que mueve el cabezal y con el disquete de calibración mover el motor hacia adelante y atrás hasta que el programa muestre una buena alienación. Por última se aprietan los tornillos y se vuelve a armar todo en la carcasa.
Apareció una solución de terceros para la 1541, en la que el tope de recorrido, un bloque sólido, se reemplazó por un tope con resortes, lo que le dio al cabezal una vida menos dura. La posterior unidad 1571 (la cual es compatible con la 1541) incorpora una detección de pista cero por medio de un interruptor fotoeléctrico, por lo que es inmune al problema. Además, una solución de software, que reside en la ROM del controlador de la unidad, evita que se vuelva a leer, aunque esto podría causar problemas cuando ocurrieran errores genuinos.
Debido a los problemas de alineación en los mecanismos de la unidad Alps, Commodore cambió de proveedor a Newtronics en 1984. Las unidades del mecanismo de Newtronics tienen una palanca en lugar de una pestaña desplegable para cerrar la puerta de la unidad. Aunque los problemas de alineación se resolvieron después del cambio, las unidades Newtronics agregaron un nuevo problema de fiabilidad ya que muchos de los cabezales de lectura/escritura se sellaron incorrectamente, lo que provocó que la humedad penetrara en el cabezal y lo dañara.
El circuito impreso del 1541 consta principalmente de una CPU 6502, dos chips 6522 y 2kb de RAM de trabajo. Se pueden agregar hasta 48kb de RAM; esto fue principalmente útil para derrotar a los sistemas de protección contra copia, ya que se podía cargar una pista de disco completa en la RAM de la unidad, mientras que los 2kb estándar solo alojaba algunos sectores (teóricamente ocho, pero el CBM DOS usaba parte de la RAM como espacio de trabajo). Algunos usuarios de Commodore utilizaron los 1541 con RAM expandida como un coprocesador matemático improvisado al cargar código intensivo de matemáticas en la unidad para el procesamiento en segundo plano.

### Interfaz
La 1541 usa un bus privativo derivado de la interfaz paralela IEEE-488, que Commodore usó en las unidades de disco anteriores para su gama de computadoras personales y de oficina PET/CBM, pero cuando el VIC-20 estaba en desarrollo, se buscó una alternativa más económica a los costosos cables IEEE-488. Para garantizar un suministro continuo de los económicos cables para los periféricos de sus computadoras domésticas, Commodore eligió el conector DIN estándar para la interfaz serie. Las unidades de disco y otros periféricos, como las impresoras, se conectan por medio de una daisy chain, y necesitan un solo conector en la propia computadora.